# Любитель (фотоаппарат)
Люби́тель — среднеформатный двухобъективный зеркальный фотоаппарат, выпускавшийся объединением ГОМЗ (позднее ЛОМО) с 1949 до 1956 года. Сконструирован на основе довоенных немецких камер Voigtländer Brilliant.

## Историческая справка
Фотоаппаратам «Любитель» и «Любитель-2» предшествовала двухобъективная шкальная камера «Комсомолец» (1946—1951 годы, на ЛОМО произведено 306 743 штуки), также основанная на конструкции одной из разновидностей «Бриллианта». У «Комсомольца» был зеркальный видоискатель, но отсутствовало механическое сопряжение фокусировки основного объектива с визирным. Поэтому наводка на резкость была доступна только по метражной шкале. «Любитель» выпускался с 1950 по 1956 год, произведено 1 361 110 штук. Копия «Любителя» под названием 长乐 (Chánglè) выпускалась в Китае. На экспорт фотоаппарат поставлялся также под названиями Atlantic и Amator.

## Технические характеристики
- Тип применяемого фотоматериала — плёнка типа 120 (12 кадров).
- Размер кадра — 6 × 6 см.
- Корпус — пластмассовый, с откидной задней стенкой. В корпусе имеется отсек для хранения светофильтров.
- Съёмочный объектив Триплет «Т-22» 4,5/75, просветлённый. Диафрагмирование объектива до f/22.
- Объектив видоискателя — однолинзовый 2,8/75, механически связан со съёмочным объективом, фокусировка происходит одновременно[5].
- Диапазон фокусировки — от 1,3 м до бесконечности.
- Видоискатель — светозащитная шахта, в центре фокусировочного экрана находится матовый круг. Для облегчения фокусировки применяется откидная лупа. Шахта может быть трансформирована в рамочный видоискатель.
- Затвор — центральный межлинзовый, выдержки 1/10, 1/25, 1/50, 1/100, 1/200 и «В». На аппаратах с 1959 года — 1/15, 1/30, 1/60, 1/125, 1/250 и «В».
- Взвод затвора и перемотка плёнки — раздельные. Для контроля перемотки плёнки по цифрам на ракорде рольфильма на задней стенке камеры имеется окно со светофильтром красного цвета.
- Синхроконтакт и автоспуск отсутствует.
- Резьба штативного гнезда — 3/8 дюйма.

Для «Любителя» выпускалась приставка-фотоувеличитель — штатив и лампа накаливания в кожухе. С фотоаппарата снималась задняя крышка (требовалось извлечение оси), фотоаппарат присоединялся к приставке, заряжался проявленной плёнкой, изображение на основание штатива проецировалось съёмочным объективом.

## Дальнейшие разработки
- На базе камер «Любитель» и «Любитель-2» разработан и выпускался трёхобъективный среднеформатный стереоскопический фотоаппарат «Спутник». «Любитель-2» — с 1955 по 1979 год, произведено 2 232 245 штук. Основное отличие фотоаппарата «Любитель-2» от камеры «Любитель» — наличие автоспуска и синхроконтакта «Х», выдержка синхронизации с фотовспышкой — любая. Также на их базе разработан и выпускался очень малой серией двухобъективный среднеформатный фотоаппарат «Нева».
- Дальнейшая модификация фотоаппарата «Любитель-2» — семейство фотоаппаратов «Любитель-166».

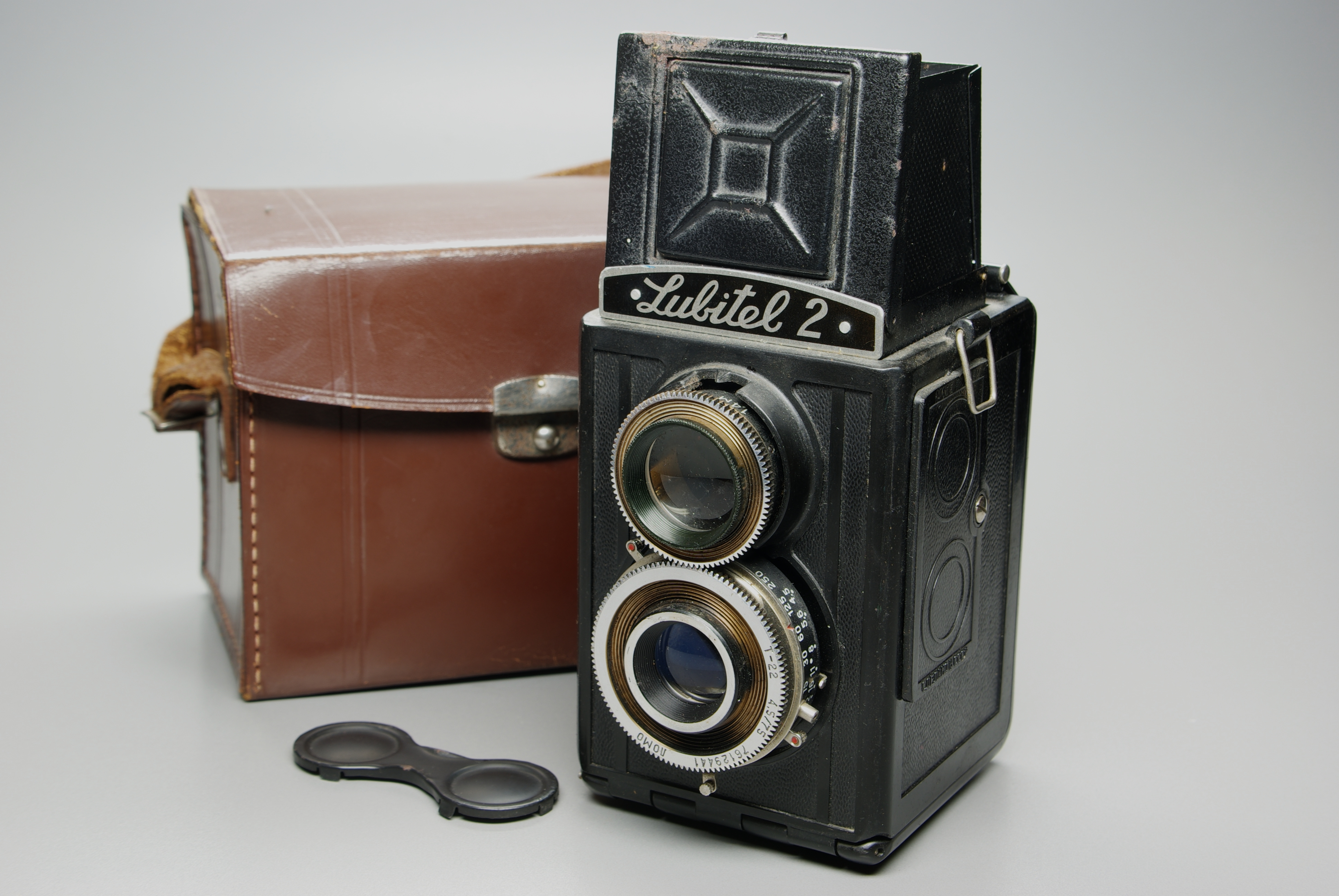
Фотоаппарат «Любитель-2»
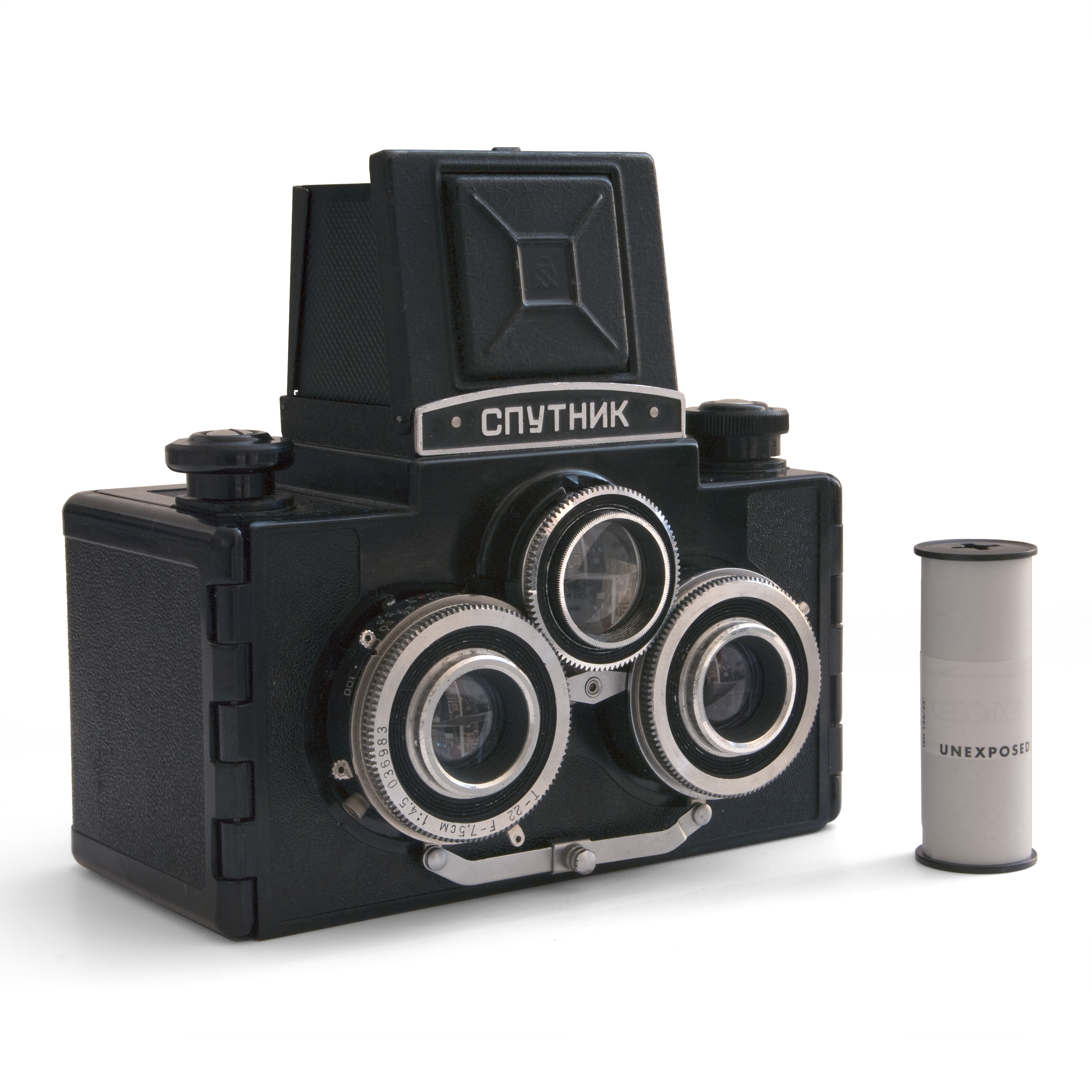
Стереофотоаппарат «Спутник»
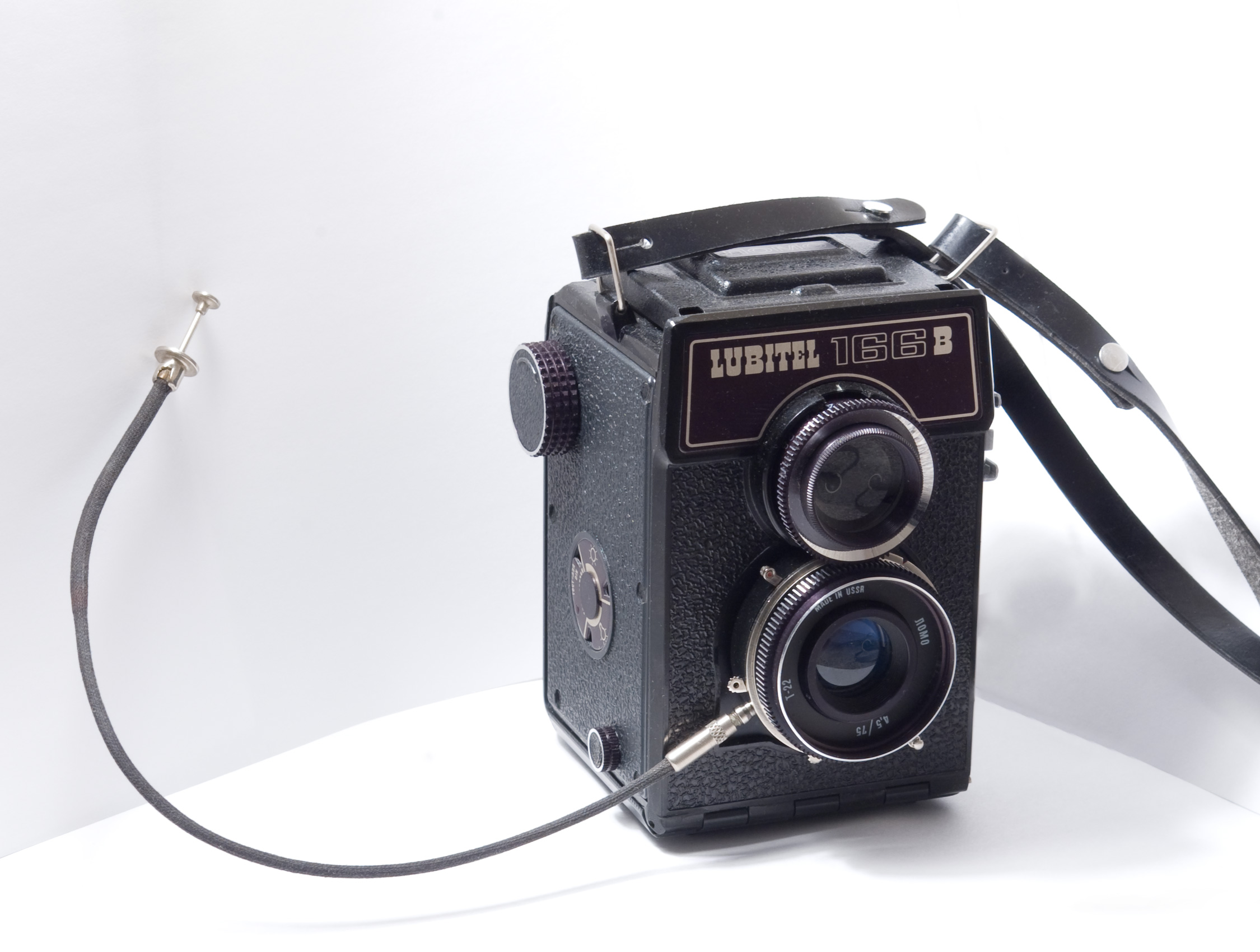
Фотоаппарат «Любитель-166В»